# Ноклонг
Ноклонг (англ. Knocklong; ирл. Cnoc Loinge) — деревня в Ирландии, находится в графстве Лимерик (провинция Манстер).

## Демография
Население — 239 человек (по переписи 2006 года). В 2002 году население составляло 204 человека.
Данные переписи 2006 года:
| Общие демографические показатели |               |                               |                               |      |      |
| Всё население                    | Всё население | Изменения населения 2002—2006 | Изменения населения 2002—2006 | 2006 | 2006 |
| 2002                             | 2006          | чел.                          | %                             | муж. | жен. |
| 204                              | 239           | 35                            | 17,2                          | 115  | 124  |